# هیرویا سایتو
هیرویا سایتو (انگلیسی: Hiroya Saitō؛ زادهٔ ۱ سپتامبر ۱۹۷۰) اسکی‌باز پرش اهل ژاپن است.